# メリーランド (装甲巡洋艦)
|          |                                                                                                   |
| 艦歴     |                                                                                                   |
| 発注     |                                                                                                   |
| 起工     | 1901年10月7日                                                                                     |
| 進水     | 1903年9月12日                                                                                     |
| 就役     | 1905年4月18日                                                                                     |
| 退役     | 1922年2月14日                                                                                     |
| その後   | 1930年2月11日にスクラップとして売却                                                               |
| 除籍     | 1929年11月13日                                                                                    |
| 性能諸元 |                                                                                                   |
| 排水量   | 13,680 トン                                                                                       |
| 全長     | 504 ft (154 m)                                                                                    |
| 全幅     | 69 ft 6 in                                                                                        |
| 吃水     | 26 ft 1 in                                                                                        |
| 機関     | 23,000 shp、2軸推進                                                                               |
| 最大速   | 22ノット                                                                                          |
| 乗員     | 士官、兵員830名                                                                                   |
| 兵装     | 8インチ砲4門、6インチ砲14門、 3インチ砲18門、3ポンド砲12門、 1ポンド砲2門、 18インチ魚雷発射管2門 |

メリーランド (USS Maryland, ACR-8) は、アメリカ海軍の装甲巡洋艦。ペンシルベニア級装甲巡洋艦の一隻。艦名はメリーランド州に因む。その名を持つ艦としては2隻目。

## 艦歴
メリーランドは1901年10月7日にバージニア州ニューポート・ニューズのニューポート・ニューズ造船所で起工する。1903年9月12日にジェニー・スコット・ウォータースによって命名、進水し、1905年4月18日に艦長ロイヤル・R・インガソル大佐の指揮下就役した。
メリーランドは、慣熟訓練の後1905年10月に、東海岸およびカリブ海を担当海域とする大西洋艦隊に編入され、1906年始めのキューバ沖での艦隊演習に参加した。夏にはマサチューセッツ義勇海軍の訓練航海に従事した後、太平洋への転属の準備に入る。1906年9月8日にニューポートを出航し、サンフランシスコとハワイを経由してアジア方面部隊に配属、1907年10月まで留まった。その後サンフランシスコに戻り、その後の10年近く太平洋で行動した。その間1912年と13年にはアラスカでの調査任務に従事し、1912年9月には明治天皇の葬儀に参列するノックス国務長官を東京に送り届けた。1913年、14年および16年には政情不安定なメキシコ、ニカラグアでの在留アメリカ人保護のために急行し、またハワイ、南太平洋方面への訓練航海を頻繁に行った。
1916年11月9日にメリーランドはフレデリック (USS Frederick) と改名された。1917年4月6日のドイツへの宣戦布告時、ピュージェット・サウンドからサンフランシスコに向かう途中にあったフレデリックは、サンフランシスコで兵員と物資を搭載して大西洋に向かった。1917年5月から1918年1月の間、フレデリックは南米沖の南西大西洋で哨戒に従事した。2月1日からは北大西洋での船団護衛任務に移り、停戦が成立するまでヨーロッパへの兵員輸送に従事する。フレデリックは11月20日まで巡洋艦部隊に所属し、その後1919年半ばまでにフランスからの復員輸送を6度行った。この任務の完了後、フィラデルフィア海軍造船所において現役を一時的に解除された。
海軍予備役の訓練航海に従事していたフレデリックは、1920年7月に再び大西洋を横断してベルギーのアントウェルペンにオリンピックアメリカ代表を送り届けた。同年末に太平洋艦隊へ戻る。翌年まで太平洋艦隊旗艦の任務に就き、1921年3月にただ一度だけ南米への遠洋航海を行う。現役期間の残りを西海岸で過ごした後1922年2月14日に解役され、メア・アイランドの予備役艦隊に編入された。フレデリックは1929年11月13日に除籍され、1930年2月11日に売却された
フレデリックは1921年にハロルド・ロイドの初の長編映画『ロイドの水兵』の撮影で使用された。ディナー・パーティの場面には本艦の士官が出演している。